# قائمة رؤساء وزراء أوتاراخند
رئيس وزراء ولاية أوتاراخند الهندية هو رئيس حكومة ولاية أوتاراخند. يذكر دستور الهند أن الحاكم هو رئيس الولاية لكن تقع السلطة التنفيذية بحكم الأمر الواقع على عاتق رئيس الوزراء. عادة ما يدعو الحاكم الحزب (أو الائتلاف) الحاصل على أغلبية المقاعد في جمعية أوتاراخند التشريعية لتشكيل الحكومة. يعين الحاكم رئيس الوزراء، ويكون مجلس وزرائه مسؤولاً بشكل أمام الجمعية التشريعية. مدة ولاية رئيس الوزراء خمس سنوات قابلة للتجديد بدون قيود لعدد الفترات.
شغل عشرة أشخاص منصب رئيس وزراء الولاية منذ تشكيلها في 9 نوفمبر 2000. سبعة منهم مثل أول واحد نيتياناند سوامي وشاغل المنصب الحالي بوشكار سينغ دامي من حزب بهاراتيا جاناتا، والبقية من المؤتمر الوطني الهندي.

## القائمة
| No. | الصورة   | الصورة | الاسم (العمر) الدائرة الانتخابية                                                                                              | الفترة         | الفترة         | الفترة                              | الانتخابات (الجمعية) | الحزب                 | الحكومة     | الحاكم               |
| --- | -------- | --- | --- | -------------- | -------------- | ----------------------------------- | -------------------- | --------------------- | ----------- | -------------------- |
| 1   |          | | Nityanand Swami (1927 – 2012) عضو الجمعية [الإنجليزية] عن Garhwal–Kumoan Graduates                                            | 9 نوفمبر 2000  | 29 أكتوبر 2001 | 354 أيام                            | – (مؤقتة)            | حزب بهاراتيا جاناتا   | Swami       | Surjit Singh Barnala |
| 2   |          | | Bhagat Singh Koshyari (مواليد 1942) MLC                                                                                       | 30 أكتوبر 2001 | 1 مارس 2002    | 122 أيام                            | – (مؤقتة)            | حزب بهاراتيا جاناتا   | Koshyari    | Surjit Singh Barnala |
| 3   |          | | N. D. Tiwari (1925 – 2018) عضو الجمعية [الإنجليزية] عن Ramnagar                                                               | 2 مارس 2002    | 7 مارس 2007    | 5 سنوات و5 أيام                     | 2002 (1)             | المؤتمر الوطني الهندي | Tiwari      | Surjit Singh Barnala |
| 4   |          | ملف:The Chief Minister of Uttarakhand, Major General (متقاعد) B. C. Khanduri meeting with the Union Minister of Petroleum and Natural Gas, Shri Murli Deora, in New Delhi on December 07, 2007.jpg | Major General B. C. Khanduri (متقاعد) (مواليد 1934) عضو الجمعية [الإنجليزية] عن Dhumakot                                      | 7 مارس 2007    | 26 يونيو 2009  | 2 سنوات و111 أيام                   | 2007 (2)             | حزب بهاراتيا جاناتا   | Khanduri I  | Sudarshan Agarwal    |
| 5   |          | | Ramesh Pokhriyal (مواليد 1959) عضو الجمعية [الإنجليزية] عن Thalisain                                                          | 27 يونيو 2009  | 10 سبتمبر 2011 | 2 سنوات و75 أيام                    | 2007 (2)             | حزب بهاراتيا جاناتا   | Pokhriyal   | Banwari Lal Joshi    |
| (4) |          | | Major General B. C. Khanduri (متقاعد) (مواليد 1934) عضو الجمعية [الإنجليزية] عن Dhumakot                                      | 11 سبتمبر 2011 | 13 مارس 2012   | 184 أيام (المجموع 2 سنوات، 295 يوم) | 2007 (2)             | حزب بهاراتيا جاناتا   | Khanduri II | Margaret Alva        |
| 6   |          | | Vijay Bahuguna (مواليد 1947) عضو الجمعية [الإنجليزية] عن Sitarganj                                                            | 13 مارس 2012   | 31 يناير 2014  | 1 سنة و324 أيام                     | 2012 (3)             | المؤتمر الوطني الهندي | Bahuguna    | Margaret Alva        |
| 7   |          | | Harish Rawat (مواليد 1948) عضو الجمعية [الإنجليزية] عن Dharchula                                                              | 1 فبراير 2014  | 27 مارس 2016   | 2 سنوات و55 أيام                    | 2012 (3)             | المؤتمر الوطني الهندي | Harish      | Aziz Qureshi         |
| –   |          | | شاغر (الحكم الرئاسي ‏) | 27 مارس 2016   | 21 أبريل 2016  | 25 أيام                             | 2012 (3)             | -                     | -           | -                    |
| (7) |          | | Harish Rawat (مواليد 1948) عضو الجمعية [الإنجليزية] عن Dharchula                                                              | 21 أبريل 2016  | 22 أبريل 2016  | 1 يوم                               | 2012 (3)             | المؤتمر الوطني الهندي | Harish      | Krishan Kant Paul    |
| –   |          | | شاغر (الحكم الرئاسي ‏) | 22 أبريل 2016  | 11 مايو 2016   | 19 أيام (المجموع 44 يوم)            | 2012 (3)             | -                     | -           | -                    |
| (7) |          | | Harish Rawat (مواليد 1948) عضو الجمعية [الإنجليزية] عن Dharchula                                                              | 11 مايو 2016   | 18 مارس 2017   | 311 أيام (المجموع 3 سنوات، ويومان)  | 2012 (3)             | المؤتمر الوطني الهندي | Harish      | Krishan Kant Paul    |
| 8   |          | | Trivendra Singh Rawat (مواليد 1960) عضو الجمعية [الإنجليزية] عن Doiwala                                                       | 18 مارس 2017   | 10 مارس 2021   | 3 سنوات و357 أيام                   | 2017 (4)             | حزب بهاراتيا جاناتا   | Trivendra   | Krishan Kant Paul    |
| 9   |          | | Tirath Singh Rawat (مواليد 1964) غير منتخب                                                                                    | 10 مارس 2021   | 4 يوليو 2021   | 116 أيام                            | 2017 (4)             | حزب بهاراتيا جاناتا   | Tirath      | Baby Rani Maurya     |
| 10  |          | | Pushkar Singh Dhami (مواليد 1975) عضو الجمعية [الإنجليزية] عن Khatima، حتى 2022 عضو الجمعية [الإنجليزية] عن Champawat من 2022 | 4 يوليو 2021   | في المنصب      | 3 سنوات و353 أيام                   | 2017 (4)             | حزب بهاراتيا جاناتا   | Dhami I     | Baby Rani Maurya     |
| 10  | 2022 (5) | Dhami II | Pushkar Singh Dhami (مواليد 1975) عضو الجمعية [الإنجليزية] عن Khatima، حتى 2022 عضو الجمعية [الإنجليزية] عن Champawat من 2022 | 4 يوليو 2021   | في المنصب      | 3 سنوات و353 أيام                   | Gurmit Singh         | حزب بهاراتيا جاناتا   |             |                      |

## روابط خارجية
- Chief Minister of Uttarakhand, Official website
- Uttarakhand Vidhan Sabha, Official Website